# Matjaž Zupan
Matjaž Zupan   (Kranj, 27 de setembre de 1968) és un saltador eslovè, ja retirat, que va competir sota bandera iugoslava fins a la independència d'Eslovènia, el 1991.
El 1988, representant Iugoslàvia, va prendre part en els Jocs Olímpics d'Hivern de Calgary, on va disputar tres proves del programa de salt amb esquís. En el salt llarg fou novè, en el salt curt setzè, mentre en la prova de salt llarg per equips guanyà la medalla de plata formant equip amb Primož Ulaga, Matjaž Debelak i Miran Tepeš. Quatre anys més tard, representat Eslovènia, als Jocs d'Albertville, tornà a disputar tres proves del programa de salt amb esquís. Destaca la sisena posició en la prova de salt llarg per equips, mentre en les altres dues proves finalitzà en posicions més endarrerides. La tercera, i darrera, participació en uns Jocs fou el 1994, a Lillehammer. Poc després es retirà.
No guanyà cap prova internacional de renom. Amb tot, en el seu seu palmarès destaquen quatre campionats nacionals, de 1989 a 1992. Una vegada retirat passà a exercir d'entrenador.